# 그레고리 베이트슨
그레고리 베이트슨(Gregory Bateson, 1904년 5월 9일 – 1980년 7월 4일)은 영국의 인류학자, 사회과학자, 언어학자, 시각인류학 연구자, 기호학자, 그리고 사이버네티션이며 이들 외에도 다른 많은 분야에 걸치는 작업을 수행한 학자이다. 대표작으로 『마음의 생태학』 (1972)과 『마음과 자연』 (1979) 등이 있다.
베이트슨의 업적으로는 캘리포니아의 팰로앨토에서 동료들과 함께 조현병에 대한 이중 구속 이론을 발전시킨 것을 꼽을 수 있다.
이에 더해, 시스템 이론에 대한 관심이 베이트슨의 작업을 관통하는 실마리를 이룬다. 그는 사이버네틱스의 기초를 닦은 메이시 회의의 사이버네틱스 회의(1941-1953)와 집단 과정 회의(1954-1960)의 핵심 인물로서 이들 회의에서 사회과학과 행동과학 분야를 대표했다. 베이트슨은 특히 사이버네틱스 및 시스템 이론과 인식론 사이의 관계에 관심을 기울였다. 『전지구 카탈로그』(Whole Earth Catalogue)의 편집자인 스튜어트 브랜드가 베이트슨과 친분이 있었는데, 브랜드는 베이트슨의 영향력이 커지는 데에 있어 중요한 역할을 했다.

## 같이 보기
- 베이트슨 프로젝트
- 이중구속